# بتينيو
بتينيو (بالإيطالية: Pettineo)‏ هي بلدية في مقاطعة ميسينا في صقلية الإيطالية.

## السكان
في سنة 1861 بلغ عدد السكان 2٬080 نسمة، وتطور العدد ليصل في سنة 2011 لـ 1٬433 نسمة.
يظهر هذا المخطط البياني تطور النمو السكاني لـ بتينيو